# Techno Party
Techno Party – miesięcznik poświęcony muzyce elektronicznej, ukazujący się w latach 1998-2001.
Pismo poruszało tematykę elektronicznej muzyki tanecznej oraz subkultury z nią związaną. Zamieszczane w nim były nowinki sprzętowo-programowe, wywiady, kursy, recenzje płyt oraz książek. Nierzadko publikowano również artykuły niezwiązane bezpośrednio z muzyką. Do czasopisma dołączana była płyta CD zawierająca darmowe oprogramowanie, nagrania promocyjne oraz materiał nadesłany przez czytelników. Gazeta poruszała w szczególności tematykę muzyki Trance, Psychedelic Trance.